# Cyathea orthogonalis
Cyathea orthogonalis är en ormbunkeart som beskrevs av Roland Napoléon Bonaparte. Cyathea orthogonalis ingår i släktet Cyathea och familjen Cyatheaceae. Inga underarter finns listade.